# Single Women
Single Women är en sång, skriven av Michael O'Donoghue från Saturday Night Live. Sången, som handlar om kvinnor som söker sin kärlek i en singelbar framfördes ursprungligen under en SNL-sketch av Christine Ebersole vid en sändning den 10 oktober 1981. Sången blev senare en tio-i-topphit inom countryn för Dolly Parton på hennes album Heartbreak Express 1982. Den släpptes i februari 1982 som albumets första singel, och nådde åttondeplatsen på countrylistorna i USA i april 1982.